# Sálvio Dino
Sálvio Dino Jesus de Castro e Costa (Grajaú, 5 de junho de 1932 — São Luís, 24 de agosto de 2020) foi um advogado e político brasileiro. Membro da Academia Maranhense de Letras e da Academia Imperatrizense de Letras, foi deputado estadual (1963–1968, 1975–1979) e prefeito de João Lisboa (1989–1993, 1997–2001).
Sálvio era pai de quatro filhos. Em seu casamento com Rita Maria teve Nicolao Dino, o político Flávio Dino, e o advogado Sálvio Dino Júnior. No segundo casamento, com Iolete Aranha de Castro e Costa, teve seu filho mais novo, Saulo Dino.

## Dados biográficos
Começou a carreira política em 1954 ao ser eleito vereador de São Luís, sendo reeleito em 1958. 
Foi eleito deputado estadual em 1962. Cassado em 1964, teve seus direitos políticos cassados. Voltou à política em 1974 ao ser eleito deputado estadual já como membro da ARENA. Permaneceu até 1 de janeiro de 1979. Com o fim do bipartidarismo, ingressou no PP em 1980. 
Nas eleições de 1988, foi eleito prefeito de João Lisboa pelo PFL. 
Candidatou-se a deputado estadual pelo estado do Maranhão em 1994 e a prefeito de João Lisboa em 2000 e 2004, sem lograr êxito. 
Nas eleições de 1996, candidatou-se a prefeito de João Lisboa, sendo eleito para o segundo mandato.

## Morte
Sálvio Dino foi diagnosticado com COVID-19 na cidade de Imperatriz. Posteriormente, com o agravamento do estado, foi transferido para o Hospital Carlos Macieira, em São Luís, onde faleceu devido a complicações causadas pela doença.

## Obras
- Um Moço na Tribuna (1959)
- Raízes históricas de Grajaú  (1974)
- Nas Barrancas do Tocantins (1981)
- Semeando manhãs (1985)
- Quem passar por João Lisboa (1989)
- Luzia, quase uma lenda de amor (1990)
- Onde é Pará, onde é Maranhão? (1990)
- O perfil histórico do rio Tocantins (1992)
- A Faculdade de Direito do Maranhão (1918-1941) (1996)
- Clarindo Santiago: o poeta maranhense desaparecido no rio Tocantins (1997)
- Leões: um palácio de histórias, lenda, mitos & chefões (1997)
- Verde sertões e vidas (1999)
- A Coluna Prestes e Exilar-se - passagem pelo sul-maranhense[6] (2016)